# 卢博米尔·塞克拉什
卢博米尔·塞克拉什（1968年11月18日—），斯洛伐克男子冰球运动员。他曾代表斯洛伐克参加1994年和1998年冬季奥林匹克运动会冰球比赛，分别获得第六名和第十名。